# Lomechusoides mongolicus
Lomechusoides mongolicus (лат.) — вид мирмекофильных жуков-стафилинид из подсемейства Aleocharinae. В качестве муравьёв-хозяев отмечен вид Formica sanguinea Latreille, 1798.

## Распространение
Китай (Внутренняя Монголия), Монголия, Россия (Восточная Сибирь, Дальний Восток).

## Описание
Коротконадкрылые жуки, длина около 6 мм. Тело светло-красновато-коричневое, за исключением коричневых головы, пронотума, переднего края видимых тергитов II—V, большей части переднего края видимых тергитов VI—VII, заднего края видимого стернита V и большей части переднего края видимых стернитов VI—VII коричневого цвета. Брюшко: видимый тергит II неравномерно, густо пунктирован и сетчатый, видимые тергиты III—V густо пунктированы по заднему краю, передняя часть редко пунктирована, видимые тергиты VI—VII с более крупными точками по всей поверхности, пунктировка на боковых частях плотнее, видимые тергиты II, VI—VII неравномерно микроскульптурированы, видимые тергиты III—V лишены микроскульптуры. L. mongolicus наиболее сходен с видом L. przewalskyi. Таксон L. mongolicus отличается от L. przewalskyi крупным и более коротким бочкообразным антенномером IV, более короткими антенномерами III и IV, неравномерно микроскульптурированным пронотальным диском, более плотной пунктировкой на надкрыльях, отчетливо расширенной базальной частью голеней и более плотной пунктировкой на базальных и латеральных частях видимых тергитов VI—VII. Вид был впервые описан в 1897 году энтомологом Эрихом Васманном (1859—1931) под названием Lomechusa mongolica Wasmann, 1897, а его валидный статус подтверждён в ходе ревизии, проведённой в 2023 году группой группой энтомологов из Словакии (Tomáš Jászay, Peter Hlaváč) и Чехии (Petr Baňař).